# جوليس باوتشر (سياسي)
جوليس باوتشر هو سياسي كندي، ولد في 8 يونيو 1933 في كندا، وتوفي في 31 ديسمبر 1999 في ريفري دو لوب في كندا.